# Henri-Antoine Jacques

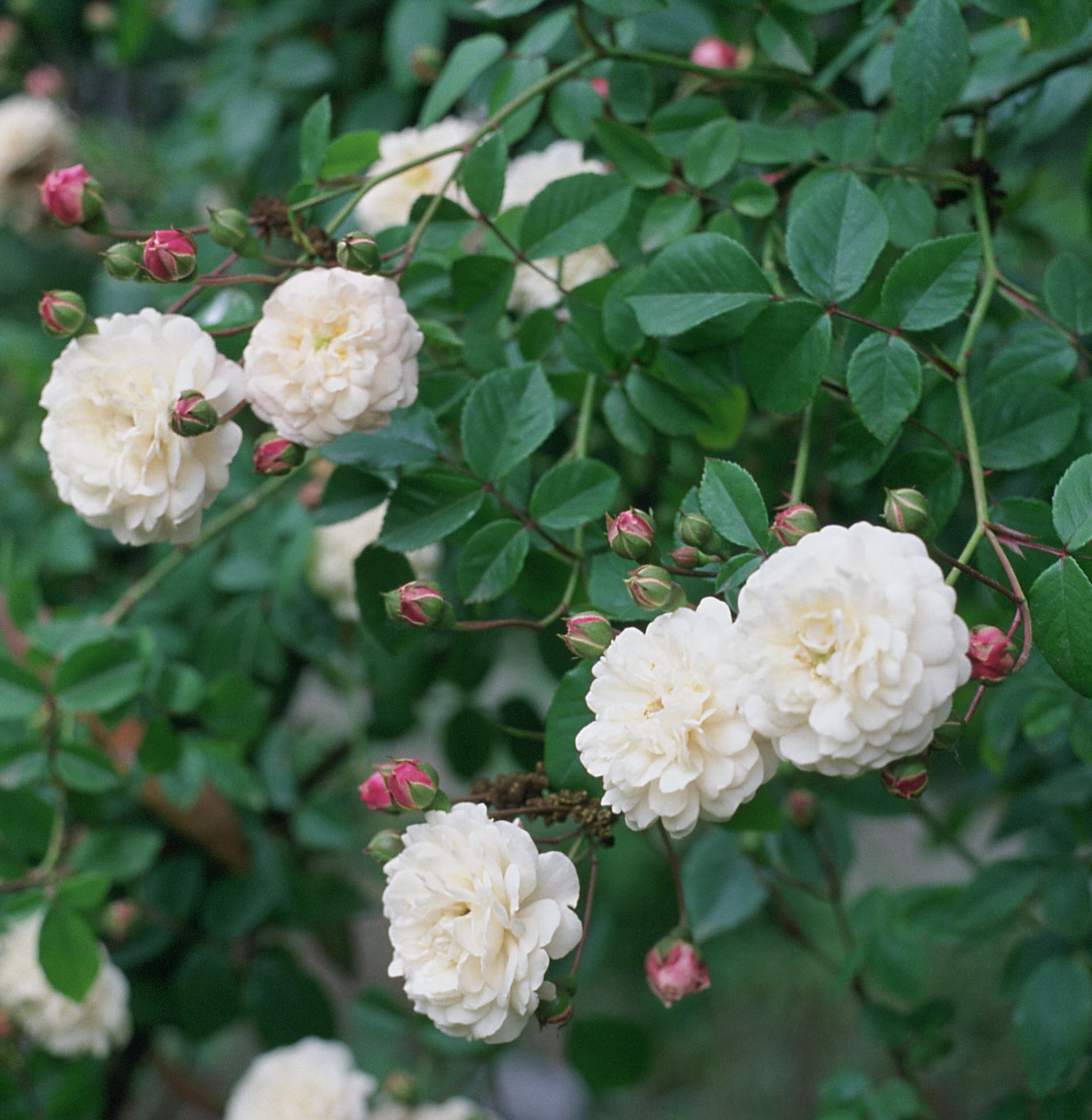
Rosier 'Félicité et Perpétue'.

Henri-Antoine Jacques, né à Chelles en actuelle Seine-et-Marne le 6 juillet 1782 et mort à Châtillon le 24 décembre 1866, est un pépiniériste rosiériste français, connu notamment pour avoir introduit en France le rosier Bourbon.

## Biographie
Il est né dans une famille de jardiniers et fait son apprentissage au jardin du Grand Trianon.
Après avoir exercé diverses fonctions, il devient en 1818 le jardinier en chef du duc d'Orléans, Louis-Philippe II d'Orléans, futur roi Louis-Philippe, au domaine royal de Neuilly jusqu'en 1848 (actuellement Neuilly-sur-Seine), ainsi qu'au parc Monceau. Il reçoit à partir de 1835 des gages de 14 000 francs par an, somme importante. Sa collaboration cesse lorsque le roi des Français abdique en 1848. Il laisse alors son affaire à son neveu, Victor Verdier. 
Il est le créateur de nombreux cultivars, notamment des rosiers Bourbon, mais aussi d'autres classes de rosiers, dont certains sont encore en culture comme 'Félicité et Perpétue' (1828). Il s'intéresse à l'obtention de grimpants, obtenus en partie de Rosa sempervirens, introduite en 1826.
Il fut également un des premiers créateurs de cultivars d'iris de jardin.
Il figure parmi les membres fondateurs de la « Société horticole de Paris » fondée le 11 juin 1827 devenue par la suite, en 1885, la Société nationale d'horticulture de France (SNHF).

## Obtentions célèbres
- 'Adélaïde d'Orléans', 1826[3],
- 'Félicité et Perpétue', 1828,
- 'Princesse Louise', 1829[4],
- 'Princesse Marie'  1829[5].

## Œuvres
Antoine Jacques, en plus d'être un jardinier doué, était familier des écrits des grands botanistes de son époque. Il a publié lui-même des catalogues des plantes des parcs et jardins des domaines royaux et un ouvrage en quatre volumes sur la flore européenne en collaboration avec le botaniste François Hérincq, intitulé Manuel général des plantes arbres et arbustes: comprenant leur origine, description, culture, leur application aux jardins d'agrément, à l'agriculture, aux forêts, aux usages domestiques, aux arts et à l'industrie, et classés selon la méthode de Decandolle. Il a publié aussi des monographies sur les conifères et les choux de Chine (Pe-tsaï ou Brassica rapa subsp. pekinensis).
- Manuel général des plantes, arbres et arbustes, ou flore des jardins de l'Europe, éd. Dusacq, Librairie agricole de la maison rustique, Paris, 1846.

Il fut également l'éditeur des « Annales de Flore et de Pomone ».